# پائولا-می ویکس
پائولا-می ویکس (انگلیسی: Paula-Mae Weekes؛ زاده ۲۳ دسامبر ۱۹۵۸) سیاست‌مدار و قاضی اهل ترینیداد و توباگو و رئیس‌جمهور کنونی این کشور است. او اولین زنی است که در تاریخ این کشور به مقام ریاست‌جمهوری می‌رسد.